# Svarttjärnen (Revsunds socken, Jämtland, 696750-145847)
Svarttjärnen är en sjö i Bräcke kommun i Jämtland och ingår i Ljungans huvudavrinningsområde.